# Areo (mitologia)
Nella mitologia greca, Areo era il nome di uno dei figli di Biante.

## Nella mitologia
Areo era il fratello di Talao e di Leodoco.
Secondo Apollonio Rodio, quando Giasone dovette partire per la conquista del vello d'oro (incarico affidatogli da Pelia quale impresa per riscattare la propria famiglia), Areo fu uno degli eroi che insieme ai fratelli rispose all'appello. Durante il viaggio degli argonauti, questo il nome del gruppo di eroi, non si distinse in maniera particolare.
Areo regnò a Preto come ricompensa del re per aver salvato dalla follia le figlie del re.